# Inalidi
Gli Inalidi (i figli di İnal o Yinal, in turco İnaloğulları or Yinaloğulları) era il nome di un piccolo beilicato (principato) che regnava in un esiguo territorio intorno ad Amid (l'odierna Diyarbakir della Turchia) tra il 1098 e l'1183.
Melikşah, il sultano dell'Impero selgiuchide, morì nel 1092. Dopo la sua morte, le province occidentali dell'impero iniziarono a disintegrarsi. Nel 1095, il governatore della città di Amid era un signore turkmeno in turco bey) denominato Sadr. Sconfisse altri signori turkmeni che tentaroni di conquistare Amid. Dopo la sua morte, suo figlio İnal (Yinal, Inal) dichiarò l'indipendenza. Tuttavia Inal morì presto e durante il regno di Ibrahim, il piccolo principato dovette accettare la sovranità dei suoi vicini più potenti: i Selgiuchidi della Siria, il grande Impero selgiuchide, il selgiuchide Sultanato di Rum (1105) e, infine, il beilicato di Shah-Arman (1109).
Durante il regno di Ilaldı, il beilicato riuscì a riprendersi e conquistò alcuni territori da Sökmenli e nel 1124 combatté anche contro l'Ismailismo, una setta religiosa. Nel 1133 un nuovo e più potente nemico apparve a sud, gli Zengidi che sebbene gli Zangidi abbiano sconfitto Ilaldı nella battaglia, non furono in grado di conquistare la città.
Dopo la morte di Ilaldı nel 1142, il beilicato dovette accettare la sovranità degli artuqidi che conquistarono la gran parte del suo territorio. Inoltre, la famiglia di Nisan, un tempo visir del beilicato, divenne de facto il governante del beilicato. Il 9 maggio 1183, gli artuqdi alleati con Saladino conquistarono Amid e misero fine al beilicato.

## Bey
- Sadr (1095-1096)
- İnal (1096-1098)
- İbrahim (1098-1110)
- İlaldı (1110–1142)
- Mahmud (1142-11183)